# Montilla

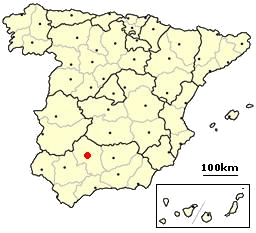
Córdoba (tartomány és város) Spanyolországban

Montilla település Spanyolországban, Córdoba tartomány déli részén. Koordinátái: 
Montilla La Rambla, Montemayor, Espejo, Castro del Río, Cabra, Monturque, Aguilar de la Frontera és Montalbán de Córdoba községekkel határos. Lakosainak száma 22 333 fő (2024).

## Népessége
A település népessége az elmúlt években az alábbi módon változott:
| Lakosok száma | 23 102 | 23 223 | 23 574 | 23 840 | 23 870 | 23 622 | 23 365 | 22 859 | 22 633 | 22 333 |
|               | 2001   | 2004   | 2006   | 2009   | 2011   | 2014   | 2016   | 2019   | 2021   | 2024   |

## Éghajlata
Éghajlata átmeneti a kontinentális és a mediterrán típus között: a nyár  hosszú, forró és száraz, a tél rövid és viszonylag csapadékos. A napsütéses órák száma évi 3000 körül alakul, a csapadék 500–1000 mm évente.

## Gazdasága
Gazdaságának fő nevezetessége a Montilla-Moriles borvidék, amelynek ez a város az egyik névadója és fő központja.

## Közlekedése
A Costa del Soltól kevesebb mint két óra alatt érhető el az AP-46-on, majd az A-45-ön haladva.
A város jellemzői a szűk utcák, a középkori hangulat és a történelmi hagyományok őrzése.

## Kultúra

### Látnivalói
- Sokáig itt éltek Medinaceli hercegei. A grandok ma is látható palotája (Palacio de los Duques de Medinaceli) a Palota-téren (Plaza Llano de Palacio) áll a Szent Kára konventus mellett. A 16. században építtette a II. Marquesa de Priego; többször átalakították. Falai között alakult ki az 1530-as években Ávilai Szent János és Granadai Lajos (1504–1588) híres szellemi barátsága. Az épület nincs túl jó állapotban és nem látogatható (2018).

- A Museo Garnelo José Garnelo y Alda emlékmúzeuma (Plaza de Ángel Sisternes, s/n, Calle San Fernando). A 19. századi ház patiója nagyon szép. Nyitva (2018): kedd–péntek: 9:30–14 és 17:30–19:30 (nyáron csak délelőtt), szombat: 11–14 és 17:30–19:30 (nyáron csak délelőtt), vasárnap: 11–14.

- Ugyancsak a „Garnelo” nevet viseli a város színháza, amelyet 1917-ben José Garnelo édesapja, José Ramón Garnelo y González (Enguera, 1830 – Montilla, 1911)) tervezett. Építésében José Garnelo is részt vett, mint az egyik művészeti vezető.

- A pincészet a befolyásos politikus-vállalkozó Cruz Conde család tulajdona; Rafael Cruz-Conde Fustegueras alapította 22 évesen, 1902-ben. A család több tagja is jelentős szerepet játszott Córdoba és megye történelmében; a 20. században több polgármestert is adtak Córdobának.

- Inca Garcilaso de la Vega 16. századi lakóházát (Calle Capitán Alonso de Vargas 3.) csak 1950-ben „fedezték fel” újra, jelenleg (2018) ebben az épületben működik a turisztikai hivatal. Múzeumában Garcilaso de la Vegához és korához köthető bútorok, festmények, emlékek láthatóak.

- Cruz Conde borászat.

## Hírességek

### Itt született
- Gonzalo Fernandez de Córdoba,
- Ávilai Szent János,

### Itt élt
- El Inca Garcilaso de la Vega (Gómez Suárez de Figueroa) 1539. április 12-én született Cuzcóban egy spanyol konkvisztádor és egy inka hercegnő gyermekeként. 1616. április 22-én halt meg Córdobában. Montillában 1559–1591 között élt és alkotott. „Comentarios Reales” című könyvében (1609) az inkák spanyol uralom előtti kultúráját, életét és szokásait

mutatja be.
- Járt Montillában Miguel de Cervantes is, és itt játszódik a „Két kutya beszélget” című novellájának egyik jelenete. Cervanteshez és a fenti novellához az Ayuntamiento épülete kapcsolódik, amelyben 1601-től a San Juan del Dios kórház működött (Calle Puerta de Aguilar 10.).

- José Garnelo y Alda (Enguera, 1866, július 25. – Montilla, 1944. október 29.) festő 1895-ben rövid ideig Barcelonában az akkor 14 éves Picassót is tanította festeni. 1915-ben nevezték ki a Prado igazgató-helyettesének.